# 田中眞一
田中 眞一（たなか しんいち、1977年7月14日 - ）は日本の脚本家、映像監督。
滋賀県大津市出身。ニューヨーク市立大学ブルックリン校映画科卒業。

## 略歴
滋賀県立石山高等学校、京都産業大学を経て、ニューヨーク市立大学ブルックリン校映画科を修了。
2006年〜2007年の『時効警察』シリーズ（テレビ朝日系）でアシスタントプロデューサー、2010年の『熱海の捜査官』（テレビ朝日系）で脚本協力など務めた後、同年の『チーム・バチスタ2 ジェネラル・ルージュの凱旋』（フジテレビ系）で脚本家としてデビューを果たす。
2013年に脚本を担当した『みんな!エスパーだよ!』（テレビ東京系）はギャラクシー賞2013年7月度月間賞並びに第51回ギャラクシー賞奨励賞テレビ部門を受賞。また、2008年にMSNの動画配信サービス「MSNビデオ」のオリジナル番組『CLIMAX』においてショートムービー「3軒目の記憶」の監督・脚本を担当し、同番組は第25回ATP賞テレビグランプリにてデジタルコンテンツ賞を受賞している。
全体構成・演出を担当した『理想本箱 君だけのブックガイド』は2021年に第59回ギャラクシー賞奨励賞を受賞。また、同賞の2022年テレビ部門12月度月間賞を受賞した。

## 作品

### テレビドラマ
- チーム・バチスタシリーズ（関西テレビ）
  - チーム・バチスタ2 ジェネラル・ルージュの凱旋（2010年4月 - 6月） - 脚本
  - チーム・バチスタ3 アリアドネの弾丸（2011年7月 - 9月） - 脚本
- 熱海の捜査官（2010年7月 - 9月、テレビ朝日） - 脚本協力
- FACE MAKER（2010年10月 - 12月、読売テレビ)  - 脚本
- 秘密諜報員 エリカ（2011年10月 -12月、読売テレビ） - 脚本
- GTO（関西テレビ）
  - GTO（第1期）（2012年7月 - 9月） - 脚本
  - GTO 正月スペシャル! 冬休みも熱血授業だ（2013年1月2日） - 脚本
  - GTO（第2期）（2014年7月 - 9月) - 脚本
- お助け屋☆陣八（2013年1月 - 3月、読売テレビ） - 脚本
- みんな!エスパーだよ! （2013年4月 - 7月、テレビ東京） - 脚本
  - みんな!エスパーだよ!番外編 〜エスパー、都へ行く〜（2015年4月3日、テレビ東京） - 脚本
- 町医者ジャンボ!!（2013年7月 - 9月、読売テレビ） - 脚本
- クロコーチ（2013年10月 - 12月、TBS） - 構成協力
- LOVE理論（2013年12月27日、テレビ東京） - 脚本
- 怪奇恋愛作戦 （2015年1月 - 3月、テレビ東京） - 脚本
- 青春探偵ハルヤ〜大人の悪を許さない!〜（2015年10月 - 12月、読売テレビ） - 脚本
- ディアスポリス 異邦警察（2016年4月 - 6月、MBS） - シリーズ構成
- メディカルチーム レディ・ダ・ヴィンチの診断（2016年10月 - 12月、カンテレ） - 脚本
- 連続ドラマW 社長室の冬-巨大新聞社を獲る男-（2017年4月 - 5月、WOWOW） - 脚本
- 警視庁いきもの係（2017年7月 - 9月、フジテレビ） - 脚本
- 御茶ノ水ロック（2018年1月 - 3月、テレビ東京） - 脚本
- 執事 西園寺の名推理（2018年4月 - 6月、テレビ東京） - 脚本
- 連続ドラマW 不発弾〜ブラックマネーを操る男〜（2018年6月 - 7月、WOWOW） - 脚本
- さすらい温泉♨遠藤憲一（2019年1月 - 4月、テレビ東京） - 脚本
- 癒されたい男（2019年4月 - 6月、テレビ東京） - 脚本
- 警視庁ゼロ係〜生活安全課なんでも相談室〜SEASON4（2019年7月 - 9月、テレビ東京） - 脚本
- 時効警察はじめました（2019年10月 - 12月、テレビ朝日） - 脚本
- パパがも一度恋をした（2020年2月 - 3月、東海テレビ） - 脚本
- Akiko's Piano 被爆したピアノが奏でる和音（おと）（2020年8月15日、NHK BSプレミアム） - 脚本
- バベル九朔（2020年10月 - 12月、日本テレビ） - 脚本
- シェフは名探偵（2021年5月 - 、テレビ東京） - 脚本
- ただ離婚してないだけ（2021年7月 - 、テレビ東京） - 脚本
- 正義の天秤 ※Season1のみ（2021年9月 - 10月、NHK） - 脚本
- 和田家の男たち（2021年10月-12月、テレビ朝日） - 脚本
- 理想本箱　君だけのブックガイド(2021年12月 - 2023年7月31日不定期放送、2024年4月 - 2024年9月レギュラー放送、NHK Eテレ) - 全体構成・演出
- 私の死体を探してください。（2024年、テレビ東京） - 監督
- DOPE 麻薬取締部特捜課（2025年7月 - 9月、TBS） - 脚本

### 映画
- 映画 みんな!エスパーだよ!（2015年9月4日、ギャガ） - 脚本
- チーム・バチスタFINAL ケルベロスの肖像（2014年3月29日、関西テレビ放送、フジテレビジョン 他） - 脚本協力
- ぼくが命をいただいた3日間（2016年3月5日、KATSU-do） - 脚本
- カメの甲羅はあばら骨 (2022年10月28日、アスミック・エース)  - 脚本
- サラリーマン金太郎　暁編（2025年1月10日公開、ライツキューブ、ティ・ジョイ） - 脚本
- サラリーマン金太郎　魁編（2025年2月7日公開、ライツキューブ、ティ・ジョイ） - 脚本

### ショートムービー
- CLIMAXドラマ #4「3軒目の記憶」（2008年、MSNビデオ） - 監督・脚本[注 1]
- 「帰る場所」ショートムービー（2014年）[注 2] - 監督

### 舞台
- 劇団スパイスガーデン実験公演 Vol.2『刺激的庭』（2016年3月8日 - 13日、下北沢ギャラリー） - 脚本
- 劇団スパイスガーデン第8回公演『ブルーカラーズ』（2016年11月8日 - 13日、千本桜ホール） - 脚本

### 配信ドラマ
- みんな!エスパーだよ!〜欲望だらけのラブ・ウォーズ〜（2015年8月19日配信、dTV） - 脚本
- TEAM NACS 25周年記念作品「LOOSER 2022」（2022年、クリエイティブオフィスキュー・アミューズ） - 脚本[7]
- 飛鳥クリニックは今日も雨（2025年4月17日配信、Lemino） - 脚本

### ミュージックビデオ
- Message（BE:FIRST、2022年10月11日） - 脚本・監督